# Roppe
Roppe es una comuna francesa situada en el departamento del Territorio de Belfort, en la región de Borgoña-Franco Condado.
Los habitantes se llaman roppois.

## Geografía
Está ubicada a 6 km al noreste de Belfort.

## Demografía
| 478 | 500 | 604 | 746 | 703 | 675 | 761 | 844 | 1005 | 1040 |
| Para los censos de 1962 a 1999 la población legal corresponde a la población sin duplicidades (Fuente: INSEE [Consultar]) |     |     |     |     |     |     |     |      |      |